# Manuel Jorge Terán
Manuel Jorge Terán fue un político peruano. 
Fue uno de los sesenta y cinco diputados electos en 1825 por la Corte Suprema y convocados para aprobar la Constitución Vitalicia del dictador Simón Bolívar. Estos diputados decidieron no asumir ningún tipo de atribuciones.
Fue miembro del Congreso General Constituyente de 1827 por la provincia de Cusco. Dicho congreso constituyente fue el que elaboró la segunda constitución política del país. Durante el congreso, a propuesta de Francisco Xavier de Luna Pizarro, se designó una comisión redactora de las bases y del proyecto de Constitución de la que Terán formó parte siendo nombrado secretario de la misma.